# Harper (Teksas)
Harper – jednostka osadnicza w Stanach Zjednoczonych, w stanie Teksas, w hrabstwie Gillespie.